# Propus
Propus, eller Eta Geminorum (förkortat Eta Gem, η Gem), som också heter Tejat Prior,  är en trippelstjärna i stjärnbilden Tvillingarna. Den är synlig för blotta ögat och befinner sig på ett avstånd av ca 380 ljusår från solen.

## Nomenklatur
η Geminorum (latin: Zeta Geminorum) är stjärnans Bayer-beteckning.
Stjärnans traditionella namn Propus kommer från grekiskan och betyder främre fot, och Praepes och Pish Pai kommer från persiska Pīshpāy, پیشپای, vilket betyder framben. År 2016, organiserade internationella astronomiska unionen en arbetsgrupp för stjärnnamn (WGSN) för att katalogisera och standardisera egennamn för stjärnor. WGSN:s första bulletin i juli 2016 ger en tabell över de två första grupperna av namn som godkänts av WGSN där Propus ingår för denna stjärna.
Propus, tillsammans med γ Gem (Alhena), μ Gem (Tejat Posterior), ν Gem och ξ Gem (Alzirr) var Al Han'ah, "märket" (på halsen av kamelen). De var också associerade med Al Nuḥātai den dubbla formen av Al Nuḥāt "kamelens puckel".

## Omgivningar
Propus ligger vid foten på Castorsidan av Tvillingarna, cirka två grader väster om μ Geminorum och två grader sydost om det ljusa öppna klustret M35. Mellan de två stjärnorna finns flera svaga nebulosaområden. η Gem finns strax väster om resterna av supernovan IC 443.
Propus finns nära ekliptikan och kan avskärmas av månen och, mycket sällan, av planeterna. Den senaste occultation av en planet ägde rum den 27 juli 1910, av Venus, och dessförinnan den 11 juli, 1837 av Merkurius. 

## Variabilitet
År 1865 rapporterade Julius Schmidt första gången att Propus var en variabel stjärna. De lätta variationerna beskrevs av Schmidt och andra observatörer som långa maxima av konstant ljusstyrka, minima av mycket varierande storlek och form, och en period runt 231 dagar. Stjärnan klassificerades som både en semiregulär variabel och en förmörkelsevariabel. Perioden för minima har satts till cirka åtta år, motsvarande banan hos en osynlig följeslagare. Förmörkelserna har ifrågasatts många gånger, men speciella iakttagelser har fortfarande gjorts vid tidpunkten för förväntade förmörkelser. 
Semiregelbundna variationer har klassificerats som typ Sra, som anger relativt förutsägbar periodicitet med vissa variationer i amplitud och ljuskurvform. Dessa typer av variabel anses vara mycket lik Miravariabler, men med mindre amplituder.) Många långperiodiga variabler visar långa sekundära perioder, typiskt tio gånger längre än huvudperioden, men dessa förändringar har inte påvisats för Propus. Huvudperioden har bestämts till i genomsnitt 234 dagar. 

## Egenskaper

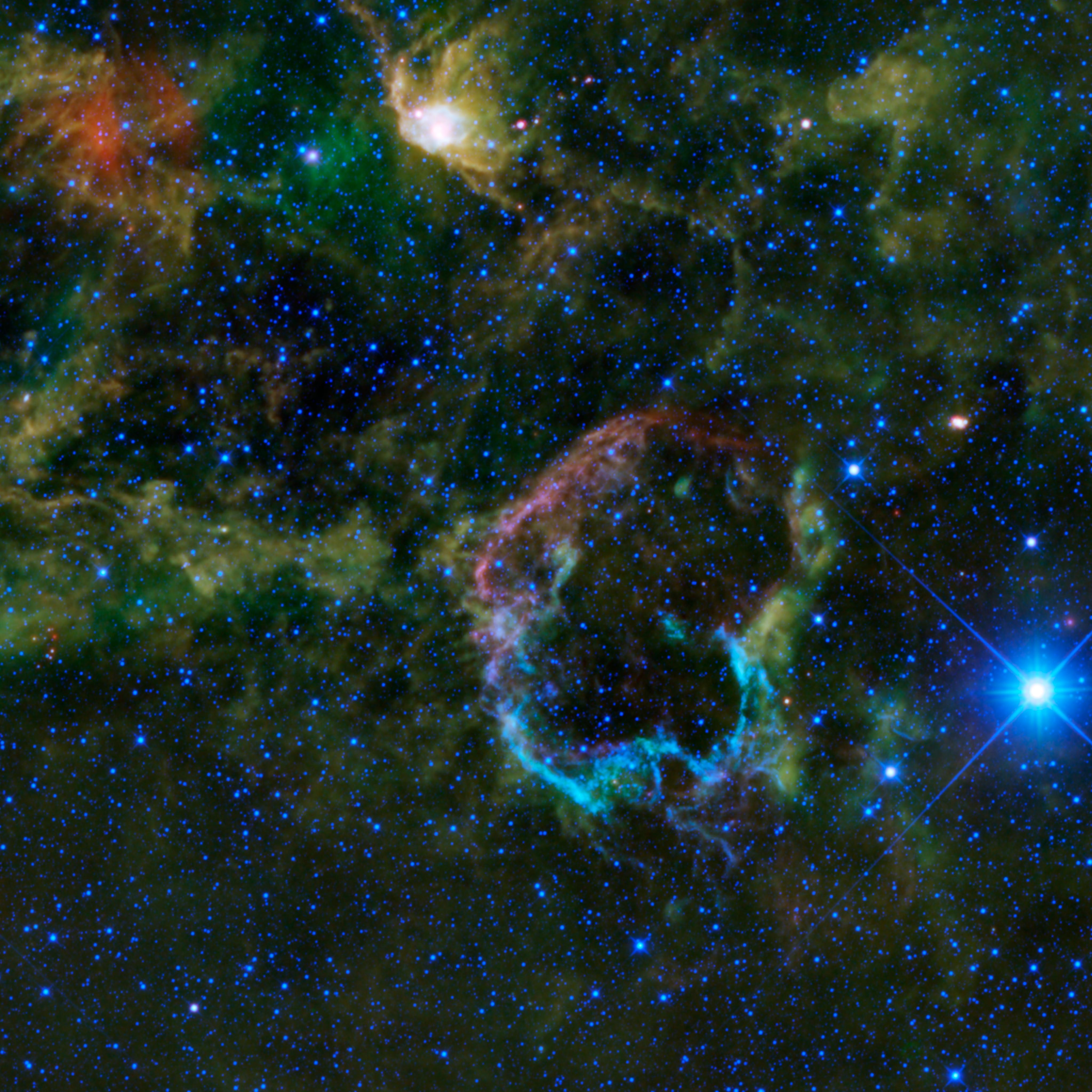
Propus är den ljusa stjärnan som ligger strax utanför supernovaresterna av IC 443 (WISE infraröd bild).

Propus är en trippelstjärna, med en ljus klass M-stjärna med en nära följeslagare, endast känd genom radialhastighetsvariationer, och en mer avlägsen följeslagare visuellt utskild.
År 1881 konstaterade den amerikanske astronomen Sherburne Wesley Burnham att Propus hade en nära följeslagare. På den tiden uppmättes separationen till 1,08". Den har nu ökat till 1,65" och dess omloppstid har beräknats till 474 år i en ganska excentrisk bana. Lite är känt om följeslagaren, även om de är av 6:e magnituden. Den ges spektraltyp G0 och antas vara en jättestjärna på grund av sin ljusstyrka. 
År 1902 rapporterade William Wallace Campbell att Propus visade radialhastighetsvariationer. Hans antagande var att stjärnan var en spektroskopisk dubbelstjärna, även om ingen tid eller andra omloppsparametrar bestämdes. En bana beräknad 1944 är i stort sett oförändrad i dag, med en period av 2 983 dagar och en excentricitet på 0,53. Observationer har gjorts efter tecken på förmörkelser motsvarande den härledda omloppsbanan, men några bevis anses inte vara uppnådda. 
Den viktigaste ljuskomponenten i Propus är en asymptotisk stjärna i jättegrenen, en högt utvecklad sval stjärna, som ursprungligen var 2-8 M ☉ i huvudserien.